# 後見 (歴史学)
後見（うしろみ）とは、後見（こうけん）の古典的表現であるが、平安時代、特に摂関政治の時代においては重要な政治的な意味合いを有した。そのため本項では主に摂関政治における後見について扱う。

## 概説
「後見」とは『平安時代史事典』によれば「補佐すること、または補佐する人」と定義され、『源氏物語辞典』では「背後に居て（即チ、附キ添ヒテ）人を助け世話をなすこと、又その人。（後宮トシテ帝ニ、臣下トシテ君ニ対シ奉リ、親トシテ子ニ、妻トシテ夫ニ、夫トシテ妻ニ、女房・乳母・召使トシテ主家ノ子女ニ対シテ世話ヲナス場合ナド、広ク用ヒラレタリ）」と定義されている。
『源氏物語』の「桐壺」の巻では、光君（後の光源氏）の父である桐壺帝は外祖父である大納言も母親の桐壺更衣を失って後見のいない光君を皇位につけるのは難しいため、臣籍降下させて朝廷（天皇）の後見をさせる側にすることを決める場面が登場する。ただし、良く読むと「御後見すべき人もなく、また、世のうけひくまじきことなりければ……」とあり、外戚（故大納言）に代わり得る世（貴族社会）の支援を受けられなかったことが要因とされている。反対に「賢木」の巻では父である桐壺帝の遺志で光源氏が異母兄である朱雀帝の後見となるが、朱雀帝から見れば源氏は弟であっても外戚ではなく、しかも自身の外戚である右大臣とは対立する左大臣の婿であった。つまり、外戚が摂関などの要職に就いて後見の役目を果たすと言う単純な図式では動いていない事になる。一方、朱雀帝の父である桐壺帝は退位後も朱雀帝を父院として補佐して国政の実権を握り、次の皇太子（後の冷泉帝）を自ら定めたが、決して後見になることはなかった。
吉川真司は天皇における「後見」は単純な世話・後ろ盾のみならず、直接的かつ日常的な奉仕を意味しており、それを果たすためには内裏内に居住（同じ建物内でなくても）する必要があったが、この時代に内裏に参内できるのは后は天皇の母后と妻后に限定されていたとし、一方父親の太上天皇は後院に退くことになっていたため、後見になることはできなかったとする（后の問題については後述）。幼い天皇が母后によって後見されることは儀式における天皇と母后の同輿などの形となって表に現れ、更に母后による天皇の政治意思形成や政治的行為への助言を許すことになった。ただし、公式な政務における後見は母后では不可能であり、その役割を期待されたのが外戚であったと考えられている。天皇と母后が一緒に住む慣例は文徳天皇から始まり、次の清和天皇の時代には母の藤原明子のみならず、その父親である藤原良房も内裏に直廬が与えられた。もっとも良房は太政大臣あるいは摂政としての職曹司を政務の場としていたが、内裏外とは言え、ここも内裏の東隣にあり、かつ元々中宮職の庁舎で后の御所としても用いられるなど、内裏と密接な施設であったことから政務の後見を行う場所としては相応しい場所であった。以降、もしくは職曹司その北にある桂芳坊が摂政関白の執務場所となった。ただし、藤原頼忠のような外戚ではない関白でも職曹司にて政務を行い、また藤原時平のように摂政関白ではない政権首班が外戚と立場から職曹司にて政務を行った事例があり、摂政関白が外戚として内裏に直廬を与えられた場合でも通常は政務の後見は内裏に隣接した空間で執り行われて、太政官の一員としての立場と外戚としての立場の分離が図られていた（藤原忠平・藤原伊尹は内裏の直廬で政務を行った事例はあるが一時的なものであった）。ところが、藤原兼家以降の摂政は自分の娘もしくは妹である后のいる殿舎に直廬を設置して政務を行うようになり、形の上では摂関と天皇が同居する体裁が整えられることになった。兼家は大臣を兼務せずに摂政関白の職にあった最初の人物であり、ここにおいて摂政関白と太政官は完全に分離されて摂関は后と同じ立場から日常・政務の両面にわたって後見することになったのである。
吉川の見解は摂関政治を理解する上で重要な考え方としてその後の平安時代史の研究に反映されることになるが、研究の進展に伴って多少の修正が行われている。倉本一宏は、
東宮（次期天皇）や后の擁立に関しても後見の有無が重要視される一方、有力な外戚が無くても実力者が後見に付くことで補える性質のものであったことを指摘し、実例として一条天皇の第一皇子であった敦康親王の事例を検討し、誕生時に外戚としては遠縁である親王の大叔父藤原道長が後見を務めた（外祖父である藤原道隆は没し、その子供達は長徳の変で失脚中）が、道長の娘彰子が第二皇子の敦成親王（後の後一条天皇）が生まれると道長の後見を失って皇位継承から排除されたことを指摘しているとともに、『栄花物語』においては道長の後見の事実を隠して敦成親王立太子の正統性の演出を行っていることを指摘している。同じように三条天皇の意向で立太子された敦明親王も、父院も外祖父藤原済時も既に亡くなって十分な後見を得られない中で道長の圧迫に耐え切れずに皇太子を辞退した。また、東海林亜矢子は、后の場合は夫である天皇あるいは太上天皇が健在である以上はその妻としての立場が優先され、子である皇子もしくは天皇の後見は困難であったとし、后の母親が内裏に出入りして後見を助けたと指摘し、それ以前の問題として后が入内する際にその手助けをするためにその母親が叙位を受けていた（内裏に入る資格を得ていた）事実も合わせて指摘して、後見は后のみでも摂関などの男性外戚のみでも成立せず、后の母親も后および所生の天皇もしくは皇子を後見する重要な存在であったとしている。